# Karlová
Karlová és un poble i municipi d'Eslovàquia que es troba a la regió de Žilina, al centre-nord del país. És documentat per primera vegada el 1272.

## Demografia
| Godina             | 1994 | 2004   | 2014   | 2024   |
| ------------------ | ---- | ------ | ------ | ------ |
| Nombre de persones | 117  | 114    | 106    | 112    |
| Diferència         |      | −2,56% | −7,01% | +5,66% |

| Godina             | 2023 | 2024   |
| ------------------ | ---- | ------ |
| Nombre de persones | 110  | 112    |
| Diferència         |      | +1,81% |